# 9492 Veltman
Tiểu hành tinh 9492 Veltman đã được đặt tên theo tên của Martinus J. G. Veltman, người đoạt giải Nobel vật lý năm 1999.